# The World of Ice & Fire
The World of Ice & Fire (O Mundo de Gelo e Fogo) é um livro compêndio sobre o universo da série de fantasia épica A Song of Ice and Fire de George R. R. Martin. Ele é escrito por Martin, Elio M. García Jr. e Linda Antonsson, e foi publicado pela editora americana Bantam Books em 28 de outubro de 2014.
O volume de 326 páginas é um "compêndio de história" totalmente ilustrado do mundo ficcional de Martin, escrito a partir da perspectiva de um "Maister" que apresenta o material recém-escrito, árvores genealógicas e extensos mapas e obras de arte.
No Brasil, o livro foi publicado em 21 de novembro de 2014 pela editora LeYa, porém, em 5 de outubro de 2017, a editora lançou uma versão revisada com correções de problemas da edição da versão original.

## Desenvolvimento
Elio García e Linda Antonsson dirigem o fansite de As Crônicas de Gelo e Fogo, Westeros.org. George R. R. Martin os convocou em 2006 para auxiliar no projeto, que na época ele acreditava estar concluído em 2008. García é um "superfã" de Martin e a HBO o consultou sobre os detalhes previamente estabelecidos por Martin para série.
O tamanho planejado do livro era de 50.000 palavras, mas as referências históricas coletadas por García e Antonsson dos livros chegaram a 70.000 e, depois que Martin "o poliu, expandiu e preencheu os buracos", passaram a 100.000 palavras. Martin também começou a escrever histórias "paralelas" para o livro, mas em um ponto ele percebeu que havia escrito mais 350.000 palavras. Como isso não se encaixava no conceito original de um livro totalmente ilustrado - o número de ilustrações permaneceram o mesmo - Martin removeu suas histórias secundárias, e o resto foi resumido por García e Antonsson. Partes do material removido desse livro apareceram nas antologias de Gardner Dozois, em Dangerous Women (que inclui o conto The Princess and the Queen), Rogues (que inclui The Rogue Prince) e The Book of Swords (que inclui The Sons of the Dragons).
Abordando comparações de O Mundo de Gelo e Fogo com O Silmarillion de JRR Tolkien, Martin esclareceu que, embora seu livro forneça uma visão geral básica de muitas áreas de seu mundo fictício e suas histórias, ele planejou publicar um volume mais extenso com foco principal nos Targaryens, que ele apelidou de brincadeira de GRRMarillion. Em 2018, Martin lançou formalmente um livro intitulado Fire & Blood, que dá detalhes expandidos sobre o reinado de cada rei Targaryen.

## Conteúdo

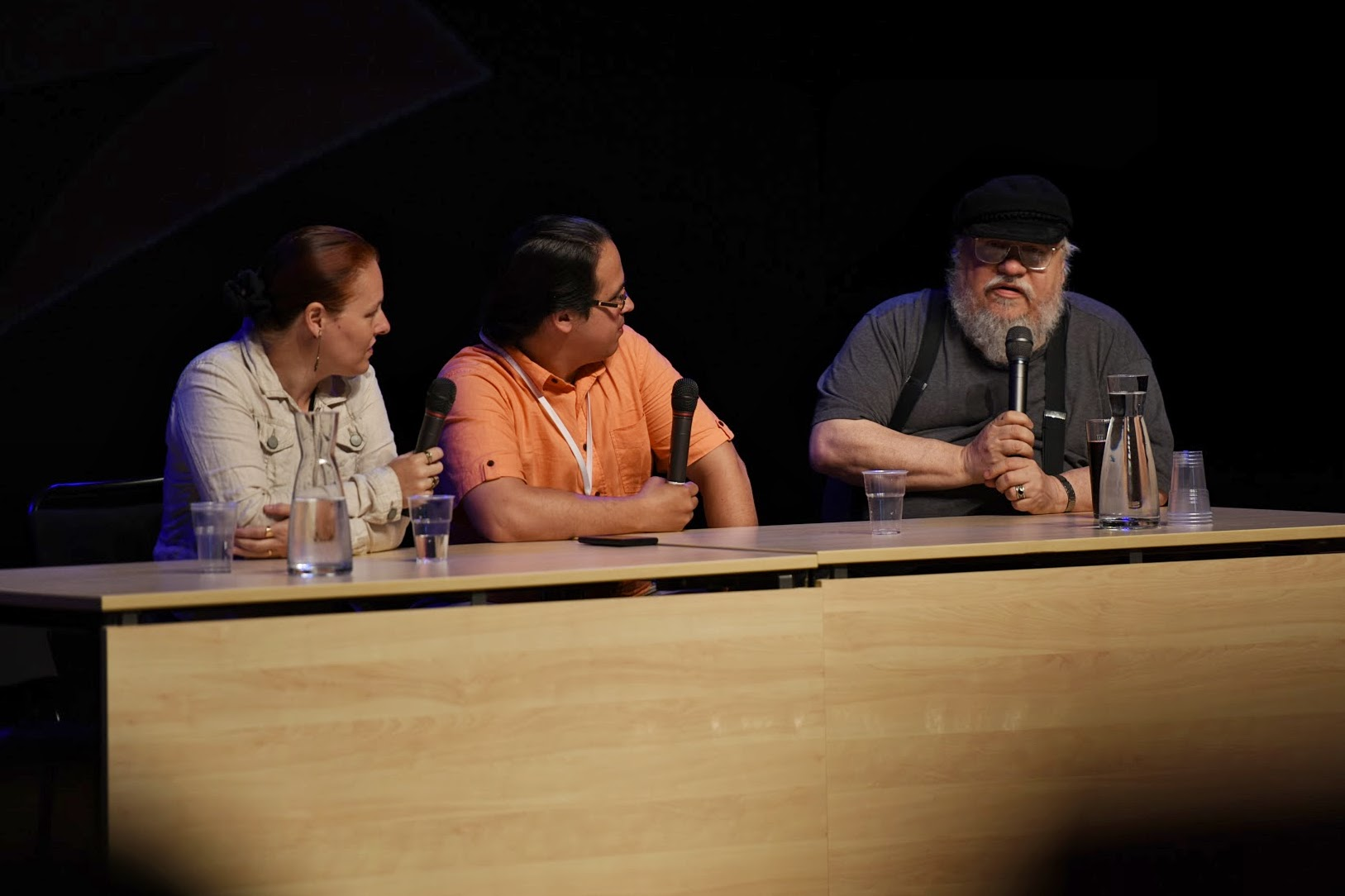
Linda Antonsson, Elio Garcia e George RR Martin em um painel de 2015 na Archipelacon, Mariehamn

Martin comentou que o formato de The World of Ice & Fire é intencionalmente uma replicação de um "livro de história real" no qual as fontes podem se contradizer. Ele também observou que trabalhou em estreita colaboração com os artistas para representar os personagens e locais como ele mesmo os imaginava, ao contrário de como eles podem ser retratados na série Game of Thrones da HBO e outras mídias, como histórias em quadrinhos e jogos.
Em julho de 2013, Martin em uma postagem de blog elogiou o desenho do Trono de Ferro de Marc Simonetti, que deveria aparecer no livro, como muito próximo de sua própria ideia do trono, em comparação com a versão da série de TV. Após o lançamento de The World of Ice & Fire em 2014, ele chamou sua representação do trono por Simonetti de "absolutamente certa". Martin disse que queria que o livro fosse um volume totalmente ilustrado com arte dos "melhores ilustradores de fantasia do mundo". The World of Ice & Fire apresenta o trabalho de 27 ilustradores: Rene Aigner, Ryan Barger, Arthur Bozonnet, José Daniel Cabrera Peña, Jennifer Sol Cai, Thomas Denmark, Jennifer Drummond, Jordi González Escamilla, Michael Gellatly, Tomasz Jedruszek, Michael Komarck, John McCambridge, Mogri, Ted Nasmith, Karla Ortiz, Rahedie Yudha Pradito, Dhian Prasetya, Paolo Puggioni, Jonathan Roberts, Thomas Siagian, Marc Simonetti, Chase Stone, Philip Straub, Justin Sweet, Nutchapol Thitinunthakorn, Magali Villeneuve e Douglas Wheatley .